# Tivyna petrunkevitchi
Tivyna petrunkevitchi är en spindelart som först beskrevs av Willis J. Gertsch och Stanley B. Mulaik 1940.  Tivyna petrunkevitchi ingår i släktet Tivyna och familjen kardarspindlar. Inga underarter finns listade i Catalogue of Life.